# Congressional Progressive Caucus
Le Caucus progressiste du Congrès (CPC) est un caucus du Congrès affilié au Parti démocrate au Congrès des États-Unis . Le CPC représente la faction progressiste la plus à gauche du Parti démocrate,. Il a été fondé en 1991 et s'est généralement développé depuis.
Au 22 juillet 2021 du 117e Congrès des États-Unis, le CPC compte 96 membres (94 Représentants, 1 délégué sans droit de vote et 1 Sénateur), ce qui en fait l'un des deux plus grands caucus idéologiques du Parti démocrate (avec la New Democrat Coalition de taille similaire) et le troisième plus grand caucus idéologique (après le Republican Study Committee).
Le CPC est présidé par la représentante des États-Unis Pramila Jayapal (D-WA).

## Histoire
Le PCC a été créé en 1991 par les représentants américains Ron Dellums (D-CA), Lane Evans (D-IL), Thomas Andrews (D-ME) , Peter DeFazio (D-OR), Maxine Waters (D-CA) et Bernie Sanders (I-VT). Des représentants supplémentaires se sont joints peu après, notamment Major Owens (D-NY), Nydia Velázquez (D-NY), David Bonior (D-MI), Bob Filner ( D-CA), Barney Frank (D-MA), Maurice Hinchey (D-NY), Jim McDermott (D-WA), Jerry Nadler (D- NY), Patsy Mink (D-HI), George Miller (D-CA), Pete Stark (D-CA), John Olver (D-MA) et Lynn Woolsey (D-CA). Sanders a été le premier président du PCC.